# Symbellia conspersa
Symbellia conspersa är en insektsart som beskrevs av Heinrich Hugo Karny 1910. Symbellia conspersa ingår i släktet Symbellia och familjen Euschmidtiidae. Inga underarter finns listade i Catalogue of Life.